# علي خالع قسم
علي خالع قسم (المتوفى 529 هـ) إمام وعالم من أعيان البلاد الحضرمية. اشتهر ذكره في كثير من البقاع وحظي باحترام الملوك له تقديرًا لأعماله الإصلاحية وما هو عليه من التقوى والورع. لقب بـ«خالع قسم» نسبة إلى بلدة قسم بحضرموت التي كان هو من أنشأها. وهو أول من استوطن مدينة تريم من آل باعلوي سنة 521 هـ، وأول من دفن منهم بها.

## نسبه
علي بن علوي بن محمد بن علوي بن عبيد الله بن أحمد المهاجر بن عيسى بن محمد النقيب بن علي العريضي بن جعفر الصادق بن محمد الباقر بن علي زين العابدين بن الحسين السبط بن علي بن أبي طالب، وعلي زوج فاطمة بنت محمد ﷺ.
فهو الحفيد 13 لرسول الله محمد ﷺ في سلسلة نسبه.

## مولده ونشأته
ولد في بلدة بيت جبير المعروفة بمدينة العلويين جنوب مدينة  تريم بحضرموت، وهي وادي واسع كان كثير المياه والأنهار. نشأ فيها وحفظ القرآن وقرأه بالتجويد، وأخذ العلم عن والده، وكان يتردد مع أفراد أسرته إلى مدينة تريم تمهيدًا للتحول إليها ثم انتقل إليها عام 521 هـ مع بني عمه آل بصري وآل جديد، وهو أول من سكنها من السادة آل بني علوي واتخذها موطنا له ولأولاده. وبنزوله مدينة تريم خرج العلويون من عزلتهم بعد أكثر من مئتي عام من نزولهم حضرموت. وبانتقالهم إليها بدأت الحياة العلمية مرحلة جديدة في تريم حيث ازدهرت مدارس العلم ومجالس الحديث والتف أهالي تريم حوله وحول سائر أفراد الأسرة العلوية.

## مآثره
ولم يلبث أن اشترى أرضًا بقرب تريم بعشرين ألف دينار سمَّاها «قسم» نسبة لأرض كانت لجده أحمد بن عيسى بالبصرة، وغرسها نخلًا وبنى بها دارًا، ثم بنى جماعة من الناس بيوتًا عند داره حتى صارت بلدة متكاملة، ومن أجل ذلك لقب بـ«خالع قسم» أي غارسها، وما زالت داره التي بناها معروفة إلى اليوم والبئر التي حفرها وباقي نخلة من أعقاب النخيل الذي غرسه سابقًا. ولما كان عليه علي بن علوي من المنزلة علو القدر لدى المجتمع، احترمت تلك القرية من أجله من جانب الملوك والسلاطين فلم يتصرفوا ولم يتدخلوا في شؤونها في تلك العصور إكرامًا له. وبالإضافة إلى إنشاء بلدة قسم، قام بتأسيس مسجد القوم (آل أحمد) المعروف حاليًا بـ (مسجد باعلوي) الذي بُني ما بين 521 هـ سنة انتقاله إلى تريم و529 هـ سنة وفاته. بُني هذا المسجد من الحجر والطين والخشب، ونقل طينته ولبنه من قرية بيت جبير على العجل التي تجرها الأبقار والبغال إلى تريم، وكان يعمل هو وسائر خدمه في بناء المسجد.

## ذريته
وأبناؤه هم: محمد صاحب مرباط وله عقب منتشر، وعبد الله، وحسين لا عقب لهما.

## وفاته
توفي عام 529 هـ ودفن في مقبرة زنبل بتريم، وهو أول من دفن من السادة آل باعلوي في تريم.

### استشهادات
1. ↑  الأهدل، حسين بن عبد الرحمن. تحفة الزمن في تاريخ سادات اليمن. أبوظبي، الإمارات العربية المتحدة: المجمع الثقافي. ج. الجزء الثاني. ص. 428.
2. ↑  الجندي، محمد بن يوسف (1416 هـ). السلوك في طبقات العلماء والملوك (PDF). صنعاء، اليمن: مكتبة الإرشاد. ج. الجزء الثاني. ص. 463. مؤرشف من الأصل (PDF) في 26 أغسطس 2021. {{استشهاد بكتاب}}: تحقق من التاريخ في: |تاريخ= (مساعدة)
3. ↑  الشرجي، أحمد بن أحمد (1406 هـ). طبقات الخواص أهل الصدق والإخلاص. صنعاء، اليمن: الدار اليمنية. ص. 223. {{استشهاد بكتاب}}: تحقق من التاريخ في: |تاريخ= (مساعدة)
4. ↑  الحبشي، أحمد بن زين. شرح العينية. سنغافورة: مطبعة كرجاي المحدودة. ص. 144.
5. ↑  بلفقيه، علوي بن محمد بن أحمد (1415 هـ). من أعقاب البضعة المحمدية الطاهرة. المدينة المنورة، السعودية: دار المهاجر. ج. الجزء الأول. ص. 107. {{استشهاد بكتاب}}: تحقق من التاريخ في: |تاريخ= (مساعدة)
6. ↑  المشهور، عبد الرحمن بن محمد (1404 هـ). شمس الظهيرة (PDF). جدة، السعودية: عالم المعرفة. ج. الجزء الأول. ص. 70. مؤرشف من الأصل (PDF) في 2 يناير 2020. {{استشهاد بكتاب}}: تحقق من التاريخ في: |تاريخ= (مساعدة)
7. ↑  الحامد، صالح بن علي (1423 هـ). تاريخ حضرموت (PDF). صنعاء، اليمن: مكتبة الإرشاد. ج. الجزء الثاني. ص. 459. مؤرشف من الأصل (PDF) في 31 مايو 2019. {{استشهاد بكتاب}}: تحقق من التاريخ في: |تاريخ= (مساعدة)
8. ↑  خرد، محمد بن علي (2002). غرر البهاء الضوي ودرر الجمال البديع البهي. القاهرة، مصر: المكتبة الأزهرية للتراث. ص. 169.
9. ↑  الحبشي، عيدروس بن عمر (1430 هـ). عقد اليواقيت الجوهرية. تريم، اليمن: دار العلم والدعوة. ج. الجزء الثاني. ص. 1106. {{استشهاد بكتاب}}: تحقق من التاريخ في: |تاريخ= (مساعدة)